# Acroneuroptila puddui
Acroneuroptila puddui is een rechtvleugelig insect uit de familie krekels (Gryllidae). De wetenschappelijke naam van deze soort is voor het eerst geldig gepubliceerd in 1970 door Cadeddu.